# Carsignat
Carsignat (en grec antic Καρσίγνατος, en llatí Carsignātus) era un príncep dels gàlates que governà una part de Galàcia.
Es va aliar per un temps a Fàrnaces II del Pont (rei 63 aC-47 aC). Més tard l'aliança es va trencar i Fàrnaces va envair Galàcia. Carsignat va intentar mantenir la pau, però en veure-hi impossible es va aliar a un altre tetrarca gàlata, Gaezotoris, i va presentar batalla, però la guerra es va aturar per ordre dels romans, segons diu Polibi.